# Yūdai Tokunaga
Yūdai Tokunaga (japanisch 徳永 裕大 Tokunaga Yūdai; * 16. April 1994 in Nishinomiya) ist ein japanischer Fußballspieler.

## Karriere
Tokunaga erlernte das Fußballspielen in der Jugendmannschaft von Gamba Osaka und der Universitätsmannschaft der Kwansei-Gakuin-Universität. Seinen ersten Vertrag unterschrieb er 2017 bei SC Sagamihara. Der Verein spielte in der dritthöchsten Liga des Landes, der J3 League. Für den Verein absolvierte er 42 Ligaspiele. 2019 wechselte er zum Viertligisten Tegevajaro Miyazaki. Mit dem Verein aus Miyazaki wurde er 2020 Vizemeister und stieg somit in die dritte Liga auf. Nach insgesamt 99 Ligaspielen wechselte er zu Beginn der Saison 2023 zum Zweitligaaufsteiger Fujieda MYFC.